# Guillermo Correa Bravo
Guillermo Correa, conocido como "Popi" Correa, fue un futbolista peruano que jugaba como defensa central y militó en clubes del Perú y México.

## Trayectoria
Inició su carrera en Santiago Barranco. Luego pasó a Atlético Chalaco y Sport Boys logrando con este último club el subtítulo del Campeonato Descentralizado 1966 donde hizo dupla en la zaga central con el brasileño Zózimo. En 1969 fue contratado por el Torreón de México que había logrado el ascenso a la Primera División de su país. Tras dos temporadas en este club pasó al Irapuato en 1971 y posteriormente al Ciudad Madero donde finalizó su carrera.

## Clubes
| Club              | País   | Año       |
| ----------------- | ------ | --------- |
| Santiago Barranco | Perú   | 1959      |
| Atlético Chalaco  | Perú   | 1960-1962 |
| Centro Iqueño     | Perú   | 1963      |
| Sport Boys        | Perú   | 1964-1968 |
| Torreón           | México | 1969-1971 |
| Irapuato          | México | 1971-1972 |
| Ciudad Madero     | México | 1972-1974 |
| Luis Ángel Firpo  | México | 1974-1975 |